# Castillo de Torredembarra
El Castillo-Palacio de Torredembarra se encuentra en Torredembarra (Tarragona), siendo considerado uno de los edificios renacentistas más notables de Cataluña y que sustituye a uno anterior documentado el 1057.

## Historia
Alrededor del año 1206 los primeros señores del lugar, llamado después Torredembarra, fueron los Tamarit, y pasó luego a Vernet que lo regentó hasta 1342 y que, más tarde, fruto de una venta, pasó a Bernardo de Olzinelles. Los Olzinelles vendieron los derechos dominicales que tenían de Torredembarra a Pere d'Icart el año 1391 y comenzó así el señorío de los Icart, familia que señoreó el lugar hasta el año 1633, que pasó, por enlace matrimonial, a los condes de Santa Coloma. Fue la segunda residencia de los condes de Queralt, quienes la vendieron a Josep Safont el año 1842.
El edificio actual comenzó a ser construido a partir de 1565 por iniciativa de Lluís d'Icart, señor de la villa, familia que había ido aumentando su importancia social junto al rey y gracias a los altos cargos que ocupaba en el gobierno de Nápoles.

## Características
El edificio fue proyectado como una residencia-fortaleza que dominara la población. Por este motivo se construyó en el punto más alto de la villa y flanqueado por cuatro torres que se integraban dentro del recinto amurallado.
Tiene planta cuadrada, con cuatro torres en los ángulos y se organiza alrededor de un patio porticado que tenía una escalera interior, desaparecida. La portada presenta dos pares de columnas toscanas que sostienen un entablamento con frontón semicircular. A partir del siglo XVIII comenzó a decaer y llegó muy deteriorado a los últimos años del siglo XX. Fue rehabilitado en 1998 y reformado para convertirse en la sede del Ayuntamiento.
No queda en Cataluña ningún otro edificio de nueva planta del Renacimiento catalán. Se enmarca dentro de la escuela arquitectónica conocida como del Campo de Tarragona a la que perteneció Pere Blai, maestro de obras y autor del Palacio de la Generalidad de Cataluña en Barcelona.